# De lange wacht
De lange wacht (Engels:The Long Watch) is een kort verhaal van de Amerikaanse schrijver Robert A. Heinlein uit 1948. Onder de titel Rebellion on the Moon verscheen het aanvankelijk in het tijdschrift American Legion. Later is het onder de titel The Long Watch verschenen in verschillende verhalenbundels. Het verhaal lijkt te zijn beïnvloed door het verhaal over het jongetje met de vinger in de dijk uit het boek Hans Brinker van Mary Mapes Dodge. Net als dit jongetje moet de hoofdpersoon de wacht houden totdat hulp arriveert, maar in tegenstelling tot dit jongetje brengt hij het er niet levend van af.

## Het verhaal
Johnny Dahlquist is als kernfysicus en bombardementsofficier gestationeerd op de Maanbasis van een supranationale ruimtemacht genaamd de Patrouille. Deze Patrouille vormt de gewapende arm van de Wereldregering van de Verenigde Naties, en heeft in deze capaciteit het monopolie op militaire ruimtevaart en atoomwapens. Vanaf de Maan kan de Patrouille ieder land bombarderen dat zich agressief jegens andere landen gedraagt. Maar tot grote frustratie van de Patrouille praten de politici te veel en handelen ze te weinig.
Op een dag wordt Johnny bij zijn superieur, kolonel Towers, geroepen. Towers blijkt een staatsgreep voor te bereiden om de Wereldregering omver te werpen en een nieuwe regering te vormen die daadwerkelijk vrede kan afdwingen. Officieren die 'politiek onbetrouwbaar' zijn, zijn opgesloten, de commandant van de basis is gedood, maar achter Johnny's naam staat een vraagteken. Towers, die weet hoe Johnny tegen hem opkijkt, vraagt hem mee te doen. Het plan is simpel. De Maanbasis en een aantal ruimteschepen zijn al overgenomen door de rebellen. Door met de op de Maan gestationeerde op de Aarde gerichte atoomwapens te dreigen, willen de rebellen de Wereldregering dwingen de macht over te dragen. Om te laten zien dat het menens is, willen ze 'een paar onbelangrijke stadjes' bombarderen. Towers geeft Dahlquist bedenktijd tot na de lunch.
Johnny voelt zijn bewondering voor Towers wegebben en beseft dat hij een ordinaire dictatuur wil vestigen. Hij weigert hieraan mee te doen en besluit er iets aan te doen. Hij bluft zichzelf een weg naar de bomkelder, waar hij zich van binnenuit opsluit met de bommen tot hulp zal arriveren. Zolang Johnny immers de luchtsluis dicht en de kelder gesloten houdt, kan Towers niet bij de bommen, zijn machtsmiddel. Maar Johnny beseft wel dat Towers lang voor die tijd kan besluiten de bunkerdeur te doorboren of met explosieven op te blazen waardoor Johnny ook zal sterven door de decompressie.
Terwijl Towers probeert met dreigementen en beloften Johnny probeert over te halen hem binnen te laten, zet Johnny een 'dodemanskruk' in elkaar. Hierdoor zal elke poging Johnny te doden of de deur op te blazen ertoe leiden dat diens hand van de kruk glijdt, waardoor de bom afgaat en de gehele Maanbasis meeneemt. Dit geeft Johnny meer tijd.
Johnny beseft echter dat hij dit niet eeuwig kan volhouden. Het duurt gemiddeld vier dagen voor een ruimteschip de Maan kan bereiken, en hij heeft geen eten bij zich. Bovendien zal hij ook eens moeten slapen, en is een te lang verblijf in de bomkelder gevaarlijk vanwege de neutronenstraling van de bommen. Johnny besluit daarom de bommen te vernietigen, door het plutonium in stukken te slaan. Als dat eenmaal gebeurd is, zo redeneert Johnny, heeft Towers er niets meer aan om hem te doden, en zal hij zich overgeven en bij het onvermijdelijke neerleggen. Na het saboteren van de laatste bom staat Johnny op het punt weer in zijn ruimtepak te stappen als de geigerteller bij zijn nadering begint te razen. Hij beseft dat hij een dodelijke dosis straling heeft binnengekregen.
Johnny berust zich in zijn lot en brengt de weinige tijd die hij nog heeft tot zijn onvermijdelijke dood door met het roken van sigaretten. Helden uit het verleden, het jongetje met de vinger in de dijk, en zijn eigen vrouw Edith lijken zich bij hem te voegen in de bomkelder. Johnny sterft als een zeer gelukkig mens.
Onbepaalde tijd later wordt Johnny ontzet. Towers heeft zelfmoord gepleegd, maar ook Johnny is inmiddels gestorven. Zijn lijk is inmiddels zwaar radioactief, maar wordt in een loden doodskist met ere-escorte naar de Aarde teruggebracht. Johnny wordt in een indrukwekkende ceremonie begraven in zijn geboorteplaats.